# Гургаль, Владимир Иосифович
Владимир Иосифович Гургаль (3 ноября 1924, село Збоиска, Польша, теперь в составе города Львова Львовской области — ?) — советский государственный деятель, новатор производства в машиностроении, токарь Львовского завода искусственных алмазов и алмазных инструментов. Герой Социалистического Труда (28.05.1960). Депутат Верховного Совета УССР 4-6-го созывов. Кандидат технических наук (1974).

## Биография
Родился в семье рабочего. До 1941 года учился в железнодорожном училище на станции Красное около Львова.
В 1944—1945 годах — рабочий на восстановлении Львовского завода приводных прессов, литейщик завода. В 1945—1966 годах — токарь Львовского завода приводных прессов (машиностроительного завода, с 1961 года — завода искусственных алмазов и алмазных инструментов). Работая токарем, один из первых применил скоростное и силовое резание металла, разработал и внедрил в производство много рационализаторских предложений и изобретений. Один из инициаторов движения за коммунистическое отношение к труду.
Член КПСС с 1958 года.
В 1966 году без отрыва от производства окончил отдел машиноведения Львовского лесотехнического института.
С 1966 года — начальник центральной лаборатории измерительной техники Львовского завода искусственных алмазов и алмазных инструментов. Автор книг по вопросам освещения опыта токарной обработки металлов.
Потом — на пенсии в городе Львове.

## Награды
- Герой Социалистического Труда (28.05.1960)
- орден Ленина (28.05.1960)
- медали